# Hacıbattal, Havza
Hacıbattal là một xã thuộc huyện Havza, tỉnh Samsun, Thổ Nhĩ Kỳ. Dân số thời điểm năm 2010 là 76 người.